# Karl-Weinberger-Stadion
Das Karl-Weinberger-Stadion, früher „Stadion in der Au“, ist ein Sportstadion an der Georg-Eckl-Straße im Süden der Stadt Plattling, Niederbayern, unmittelbar westlich des Plattlinger Erlebnisfreibades. Eigentümer ist die Stadt Plattling, Hauptnutzer sind die Plattling Black Hawks aus der American-Football-Liga German Football League, die Leichtathletik-Abteilung des TSV Plattling, sowie die A-Klasse-Fußballer der Plattlinger Kickers.
Im Jahr 2013 erfolgte eine Sanierung des Stadions. Mit einem Fassungsvermögen von nun rund 4000 Besuchern, davon etwa 800 überdachte Sitzplätze, ist es neben dem Sportplatz am Rennbahngelände an der Josef-Froschauer-Straße die größte Sportanlage in Plattling und hat durchaus überregionale Bedeutung. So wurden hier nach einer Reihe von Kreis- und Bezirksmeisterschaften am 13. und 14. Juli 2013 die Bayerischen Leichtathletikmeisterschaften ausgetragen.
Benannt ist das Stadion heute nach dem 1993 verstorbenen Leichtathleten und ehemaligen Plattlinger Stadtsportverbands- und BLSV-Kreisvorsitzenden, Karl Weinberger (1930–1993).